# Cantón de Douai-Sur
El cantón de Douai-Sur era una división administrativa francesa, que estaba situada en el departamento de Norte y la región de Norte-Paso de Calais.

## Composición
El cantón estaba formado por once comunas, más una fracción de la comuna que le daba su nombre:
- Aniche
- Auberchicourt
- Dechy
- Douai (fracción)
- Écaillon
- Férin
- Guesnain
- Lewarde
- Loffre
- Masny
- Montigny-en-Ostrevent
- Roucourt

## Supresión del cantón de Douai-Sur
En aplicación del Decreto nº 2014-167 de 17 de febrero de 2014, el cantón de Douai-Sur fue suprimido el 22 de marzo de 2015 y sus 12 comunas pasaron a formar parte; once del nuevo cantón de Aniche y una del nuevo cantón de Douai.